# لوئیستون (آیداهو)
لوئیستون (به انگلیسی: Lewiston) شهری در شهرستان نزپرس ایالت آیداهو است که جمعیت آن در سرشماری سال ۲۰۱۰ میلادی ۳۱٬۸۹۴ نفر بوده است.

## موقعیت جغرافیایی
موقعیت جغرافیایی شهرها و مناطق اطراف به شرح زیر است: